# Frederick Hauck
Frederick Hamilton Hauck (Long Beach, 11 de abril de 1941) é um ex-astronauta dos Estados Unidos, veterano de três missões ao espaço.
Formado em engenharia nuclear pelo prestigiado MIT em 1966 e como piloto pela Escola de Pilotos de Teste Navais dos Estados Unidos, em 1971, Hauck, graduado como oficial da reserva da Marinha em 1962, serviu a bordo de porta-aviões como oficial de comunicações antes de sua formatura no MIT, e após receber suas asas de aviador naval em 1968, e do curso na escola de pilotos de teste, fez carreira até 1978 pilotando diversas aeronaves de combate.

## NASA
Selecionado para treinamento de astronauta pela NASA em 1978, ele foi ao espaço pela primeira vez como piloto da missão STS-7, o sétimo voo de um ônibus espacial e o segundo da nave Challenger, em junho de 1983, que levou ao espaço cinco tripulantes, entre eles a primeira mulher norte-americana, a astronauta Sally Ride e que operou pela primeira vez o braço robótico do ônibus espacial.
Em novembro de 1984, promovido a comandante, Hauck participou da missão STS-51-A, a segunda da nave Discovery, que colocou e órbita dois satélites e fez o primeiro recolhimento de um deles no espaço, um satélite de comunicações defeituoso da Indonésia.
Após passar quatro anos cumprindo funções burocráticas e trabalhando em departamentos técnicos em solo, ele voltou o espaço para sua terceira e última missão espacial em setembro de 1988, como comandante da STS-26 Discovery, a primeira missão dos ônibus espaciais após o desastre da nave Challenger, em janeiro de 1986.
A partir de seu retorno, exerceu funções de direção de departamentos na NASA e deixou a carreira militar em junho de 1990. Desde então e até 2005 dirigiu uma empresa civil, AXA Space, uma multinacional dedicada a fazer seguros de risco para lançamentos e operações de satélites.